# Mountada Derb Sultan
Le Mountada Derb Sultan est un club marocain de handball basé à Derb Sultan, un quartier de la ville de Casablanca au Maroc. Il évolue en Division 1 depuis la saison 2015/2016.

## Palmarès
- Championnat du Maroc
  - Vainqueur (1) : 2024[1]
- Coupe du Trône
  - Finaliste : 2024[2]
- Ligue des champions d'Afrique
  - 4e place : 2024